# Пибоди модел 1870
Пибоди модел 1870 (Пушка система Пибоди, у народу позната као пибодуша), спорометна пушка острагуша, направљена и коришћена у Кнежевини Србији у другој другој половини 19. века. Прва српска војна пушка са сједињеним металним мецима.

## Историја

### Пибодијев систем за прераду спредњача у острагуше (1867)
Амерички проналазач Хенри Оливер Пибоди (1826-1903) из Бостона у Масачусетсу патентирао је 1862. нови тип пушке са затварачем, а његове нове пушке Пибоди продаване су у малом броју у САД и Европи. Доступни записи показују да је трећи патент (бр. 72.076, издат 10. децембра 1867) који је добио Пибоди био на затварачу посебно дизајнираном и конструисаном за прераду војних мускета спредњача у пушке острагуше. До краја Америчког грађанског рата сједињени метални метак је постао популаран; конверзије пушака спредњача су већ започеле и чинило се да је то профитабилан подухват. Очигледно имајући ово на уму, Пибоди је развио такав механизам заснован на својој оригиналној идеји о масивном падајућем затварачу, за употребу на америчким и британским мускетама Спрингфилд и Енфилд.
Пибодијева адаптација била је једноставно плитка верзија његовог оригиналног затварача, али направљена без полуге за прст, а са затварачем направљеним са репом. Сандук је углавном састављен од два дуга уска зида повезана на крајевима дебљим блоковима метала. Предњи крај је пробушен и са навојем како би прихватио цев, док задњи део формира удубљење да попуни удубљење у кундаку мускете које је остало након уклањања задњег дела цеви. Завршни део блока затварача се протеже уназад, формирајући полугу за отварање и затварање. Блок затварача се држи у сандуку масивним завртњем који пролази кроз оба на задњем крају, омогућавајући му да се окреће. Овај шраф затварача је доступан преко ивице кундака тако да се може лако извадити, омогућавајући уклањање затварача ради чишћења. Горњи део држача је ужлебљен да би се направио простор за реп тако да је само сам крај изнад линије хватања кундака. Патентни цртеж приказује крај репа савијеног нагоре, тако да се може подићи палцем. Ударна игла лежи у жлебу урезаном на десној страни затварача. Ударна игла за метак са ивичним паљењем би била равна са заобљеним врхом, док би игла за метак са централним паљењем била ексцентрична. Затварач је направљен тако да се може отворити само када је ороз натегнут, а из пушке се не може пуцати осим ако је затварач потпуно затворен. Чврста опруга, причвршћена испод предњег краја затварача, протеже се позади где додирује урезану шипку на задњем делу дна сандука. Ова опруга обезбеђује затезање блока затварача да би га држао у затвореном или отвореном положају, као и да обезбеди тензију при отварању затварача да би се помогло у избацивању празних чаура.
Кораци који су потребни за претварање мускете спредњаче у острагушу овог система састоје се од уклањања оригиналне цеви из кундака, одсецања дела задњег краја цеви који је једнак дужини затварача, увлачења цеви и њеног спајања са сандуком, издубљивање кундака по потреби за прихватање затварача, поновно постављање цеви и затварача у кундак и уградња новог ороза. Било је много различитих система „конверзије“ које су развијене између 1860. и 1870. (као што су Снајдер-Енфилд, Венцл, Спрингфилд модел 1873) и Пибодијев систем је био приближно једнако добар као и сваки од њих.
Иако америчка влада никада није купила ниједну од њих, ову Пибоди конверзију је усвојила Кнежевина Србија 1870. године, а око 50.000 пушака спредњача и лошијих острагуша система Грин је преправљено 1870–1878. Српска пушка Пибоди модел 1870 била је главно српско војничко оружје коришћено у Српско-турским ратовима (1876–1878).

### Српска војничка пушка (1870—1880)
Године 1865. Кнежевина Србија је још увек била османска вазална држава, али је српска влада учинила све да модернизује војску, која се састојала од око 5.000 професионалних војника у стајаћој војсци и свих војно способних мушкараца у Србији. старости 20–50 година, који су организовани у Народну војску и подељени у две класе, према старости обвезника (прва класа су били мушкарци млађи од 35 година). Србија је 1862. године имала 94.000 пушака (калибра 13–18 мм), аустријског и турског порекла, а из Русије је набављено 31.000 пушака кремењача, које су у војним радионицама у Ужицу прерађиване у каписларе.
После 1866. године српска војска је била суочена са брзом модернизацијом својих моћних суседа и потенцијалних непријатеља, који су усвојили нове војничке пушке острагуше пуњене сједињеним метком у металној чахури: Аустрија је сопствену мускету Лоренц преправила у острагушу Венцл (после 1867. замењену острагушом Верндл), док су Османлије усвојиле британску пушку Снајдер-Енфилд (после 1870. замењен још бољим Мартини-Хенри). Пошто није било новца за куповину нових пушака са затварачем, Влада Србије је изабрала јефтиније решење, да старе спредњаче преправи у острагуше, користећи неке од постојећих система за конверзију. Међутим, постојећи системи за конверзију (као у аустријској пушци Венцл, британској Снајдер-Енфилд и америчкој Спрингфилд модел 1873) радили су само са малокалибарским (испод 15 мм) пушкама, које српска војска није имала: већина постојећих војних пушака биле су руске каписларе и карабини великог калибра (15–18 мм).
Међутим, 1867. године на европском тржишту су биле доступне велике количине веома јефтиних капислара, пошто је крај Америчког грађанског рата (1861—1865) оставио многе пушке направљене за америчку војску непродате у Европи, док је брзо усвајање острагуша од стране свих већих држава учинило каписларе нагло застарелим. У тој ситуацији, српска влада је 1867. лако купила око 60.000 пушака: око 27.000 вишка пушака Лоренц М1854 (калибра 13,9 мм, познатих као аустријски калибар) купљено је у Аустрији, а 33.000 белгијских пушака М1850/56 (калибра 14,9 мм). купљено је у Хамбургу (од овог броја 5.000 је послато као војна помоћ Кнежевини Црној Гори).
Истовремено, већ 1866. године српски војни стручњаци су изабрали веома јефтин систем британске браће Грин за конверзију спредњача у острагуше. Војне радионице у Крагујевцу су 1867. године започеле модификацију пушака Лоренц М1854 по систему Грин: до 1869. године свих 27.000 пушака је преправљено. Међутим, прва употреба ове пушке на званичном погребу (1868. године), показала је огроман проценат затајења од више од 50%, што је јасно показало слабост Гриновог система у пракси. Тако је 1869. године овај систем конверзије замењен сложенијим Пибоди системом, са металним метком, који је коришћен за прераду 28.000 белгијских пушака калибра 14,7 мм у београдском Арсеналу од 1871. године. Овим пушкама вођен је рат против Турака 1876–1878.

### Употреба у рату
Током рата против Турака 1876–1878, друга класа српске пешадије била је наоружана пушкама система Грин, док су војници прве класе добили модерније пушке Пибоди. Током рата, више од 6.000 пушака Грин преправљено је у систем Пибоди, међутим, 1877. Српска војска је још увек имала у употреби око 12.000 пушака Грин. Након рата све су преправљене у много боље Пибоди пушке. После 1880. године српске пушке Пибоди су углавном замењене са 100.000 модернијих пушака Маузер-Кока увезених из Немачке.

### Цена
Цена ових пушака у своје време била је релативно добар показатељ како њихове употребне вредности, тако и трошкова производње. Пред српско-турски рат 1876, пушке гриноваче су, због знатно скупље израде (затварачи су увожени из Беча), процењиване на 126 гроша (50,4 динара), док су знатно боље пибодуше, чији су затварачи прављени у Крагујевцу, процењиване на 90 гроша (36 динара). Након само годину дана, када се употребом у рату показала непоузданост гриновача (затајивање од скоро 50̤% и обавезно чишћење затварача након сваких 7-8 хитаца), цене су ревидиранеː по званичном ценовнику Кнежевине Србије од  16. августа 1877. гриноваче су вределе 60 гроша (24 динара), а пибодуше 70 гроша (28 динара). Поређења ради, током српско-турских ратова 1876-1878, српска војска запленила је 17.313 пушака, од чега 5.937 мартинки и само 88 винчестерки. По званичном ценовнику Кнежевине Србије од 1. марта 1879, мартинке су вределе 60, винчестерке 72, снајдерке 33, а руске крнке само 25 динара. Према томе, једна пибодуша вредела је упола мање од мартинке, главне турске војничке пушке тог времена, а мало више од крнке, главне руске војничке пушке.